# Pavetta platyclada
Pavetta platyclada là một loài thực vật có hoa trong họ Thiến thảo. Loài này được K.Schum. & Lauterb. mô tả khoa học đầu tiên năm 1900.